# Васильев, Фёдор Николаевич
Фёдор Николаевич Васильев (1858—1923) — военспец РККА, генерал от инфантерии.

## Биография
Православный.
Окончил 2-ю Санкт-Петербургскую военную гимназию (1874) и 1-е военное Павловское училище (1876).
В 1885 году окончил Николаевскую академии Генерального штаба.
С 14 февраля 1896 года — помощник военного губернатора Ферганской области. С 5 марта 1901 года — командир 110-го пехотного Камского полка. В 1902 году переведён в Главный штаб Русской императорской армии и 4 апреля назначен заведующим Азиатской частью. С 31 октября 1906 года — начальник 1-й стрелковой бригады. 24 марта 1908 года назначен начальником штаба Одесского военного округа.
При мобилизации 19 июля 1914 года получил назначение начальником штаба 7-й армии генерала В. Н. Никитина. Эта армия непосредственно в боевых действиях не участвовала, а несла охрану Черноморского побережья и румынской границы. С 26 сентября 1914 года — командир VI Сибирского армейского корпуса. Проявил себя хорошим корпусным командиром. Под его командованием части корпуса прославились атакой без единого выстрела германских позиций у Бабита. 2 мая 1915 года во время Горлицкого прорыва германские войска на участке его корпуса применили газобаллонную атаку, приведшую к огромным потерям в 14-й Сибирской стрелковой дивизии. Во время крупномасштабной чистки высшего командного состава, последовавшей за выступлением генерала Л. Г. Корнилова, в числе других генералов был 9 сентября 1917 года уволен от службы «за болезнью» с мундиром и пенсией.
После Октябрьской революции сотрудничал с советской властью. С 1 марта 1920 года — сотрудник-составитель в Исторической комиссии Всеросглавштаба, с 18 октября 1920 года — штатный руководитель практическими занятиями в Военной академии РККА, с 1 января 1921 года — старший руководитель групповых лекций Военной академии РККА.

## Чины
- подпоручик (10 августа 1876);
- прапорщик гвардии (5 августа 1877);
- подпоручик гвардии (30 августа 1877);
- поручик гвардии (28 марта 1882);
- штабс-капитан гвардии (29 марта 1885);
- капитан генерального штаба со старшинством от 29 марта 1885 (производство 17 октября 1886);
- подполковник (1 апреля 1890);
- полковник (17 апреля 1894);
- генерал-майор (14 апреля 1902);
- генерал-лейтенант (13 апреля 1908);
- генерал от инфантерии (22 марта 1915).

## Награды
- орден Святой Анны 4-й степени (1878);
- орден Святого Станислава 3-й степени с мечами и бантом (1878);
- орден Святой Анны 3-й степени (1887);
- орден Святого Станислава 2-й степени (1891);
- орден Святой Анны 2-й степени (1897);
- орден Святого Владимира 3-й степени (1901);
- орден Святого Станислава 1-й степени (1904);
- орден Святой Анны 1-й степени (1907), мечи к ордену (8 июля 1915);
- орден Святого Владимира 2-й степени (6 декабря 1911), мечи к ордену (26 мая 1915);
- орден Белого Орла (6 декабря 1913), мечи к ордену (10 октября 1915).